# Joost van Leijen
Joost van Leijen (* 20. Juli 1984 in Nijmegen) ist ein ehemaliger niederländischer Radrennfahrer.

## Sportliche Karriere
2002 belegte Joost van Leijen im Straßen der Junioren bei den Straßenweltmeisterschaften Platz sechs. Im selben Jahr gewann er das Junioren-Rennen von Omloop Het Volk. 2004 unterschrieb er einen Vertrag bei dem Team Van Vliet, für das er bis 2009 startete.
2006 gewann van Leijen das niederländische Rennen Ronde van Limburg und war auf einem Teilstück der Ronde van Antwerpen erfolgreich. In der Saison 2007 gewann er eine Etappe der Slowakei-Rundfahrt und entschied auch die Gesamtwertung für sich. 2008 gewann er eine Etappe der Tour de Hokkaidō und 2010 den Sparkassen Münsterland GIRO. 2011 war er auf eine Etappe der  Tour de Wallonie erfolgreich. 2012 startete er sein einziges Mal bei einer Grand Tour: Er nahm an der Vuelta a España teil, konnte sie aber nicht beenden.
Ende der Saison 2013 beendete Joost van Leijen seine Karriere als Elite-Radsportler, nachdem er bei seinem Team Lotto Belisol keinen neuen Vertrag erhalten und mit Verletzungen zu kämpfen hatte.

## Erfolge
2007
- Gesamtwertung und eine Etappe Slowakei-Rundfahrt

2008
- eine Etappe Tour de Hokkaidō

2010
- Sparkassen Münsterland GIRO

2011
- eine Etappe Tour de Wallonie

## Teams
- 2003–2009 Van Vliet
- 2009 Vacansoleil (Stagiaire)
- 2010–2011 Vacansoleil
- 2012–2013 Lotto Belisol